# Andreas Franz (Schriftsteller)
Andreas Franz (* 12. Januar 1954 in Quedlinburg; † 13. März 2011 in Hattersheim am Main) war ein deutscher Schriftsteller. Die meisten seiner Werke sind Kriminalromane.

## Leben
Ende 1955 verließ Andreas Franz mit seinen Eltern Quedlinburg in der DDR und zog nach Helmbrechts (Oberfranken). Nach der Trennung seiner Eltern zog er mit seiner Mutter nach Frankfurt am Main. Er besuchte erst das Goethe-Gymnasium und ab seinem 16. Lebensjahr eine Sprachenschule und machte bereits mit 17 Jahren einen Abschluss in Wirtschaftsenglisch und -französisch. Danach arbeitete er als Drummer in verschiedenen Bands und als Studiomusiker. Anfang der siebziger Jahre jobbte er auch kurz als LKW-Fahrer, Anfang der achtziger Jahre absolvierte er eine kaufmännische Ausbildung, obwohl er laut eigenem Bekunden nie im kaufmännischen Bereich tätig sein wollte. Ab 1985 arbeitete Franz als freiberuflicher Übersetzer und erstellte graphologische Gutachten. 1990 eröffnete er ein eigenes Übersetzungsbüro, das er zugunsten der Schriftstellerei 1997 aufgab.
Seinen ersten Roman, Der Finger Gottes, der in und um Helmbrechts spielt, schrieb Andreas Franz 1986. Es folgten weitere Romane, deren Manuskripte Franz fast zehn Jahre lang an sämtliche deutschsprachigen Verlage schickte, bis der renommierte Münchener Verlag Droemer Knaur sein Manuskript Jung, blond, tot annahm, das 1996 veröffentlicht und sofort zu einem Bestseller wurde. Sein Werk umfasst 22 Romane, seine Gesamtauflage wird mit 5,5 Millionen beziffert.
Franz’ letzten Roman Todesmelodie stellte nach seinem Tod der Autor Daniel Holbe fertig. In seinen Büchern zeigte Franz besonders oft seelische Abgründe sowie Strukturen des organisierten Verbrechens auf.
Andreas Franz war seit 1974 verheiratet und hatte fünf Kinder. Er wohnte zuletzt in Hattersheim am Main und starb am 13. März 2011 im Alter von 57 Jahren an Herzversagen.

## Werke

### Julia-Durant-Reihe
Handlungsort: Frankfurt am Main
Julia Durant ist Hauptkommissarin, die für ihre unkonventionellen Ermittlungsmethoden bekannt ist. Sie ist als leitende Ermittlerin bei der Mordkommission in Frankfurt tätig, ist im Beruf hervorragend, ihr Privatleben bekommt sie jedoch nicht in den Griff. Sie ist geschieden, und alle danach folgenden Beziehungen scheiterten bisher. Eine enge Beziehung hat sie zu ihrem Vater, einem Pfarrer im Ruhestand, der in der Nähe von München lebt. Einen Kurzauftritt hat sie in dem Roman der „Kieler Reihe“ Eisige Nähe.
Seit Andreas Franz’ Tod wird die Reihe um Julia Durant von Daniel Holbe fortgesetzt. Während es zu Todesmelodie noch Vorarbeiten seitens Franz gab, führt Holbe die Reihe danach eigenständig fort.
1. Jung, blond, tot, Droemer Knaur, München 2000, ISBN 978-3-426-61788-5 (Erstauflage 11/1996)
2. Das achte Opfer, Droemer Knaur, München 2000, ISBN 978-3-426-61789-2 (Erstauflage 1999)
3. Letale Dosis, Droemer Knaur, München 2000, ISBN 978-3-426-61713-7
4. Der Jäger, Droemer Knaur, München 2001, ISBN 978-3-426-61741-0
5. Das Syndikat der Spinne (Originaltitel: Das Spinnennetz), Droemer Knaur, München 2002, ISBN 978-3-426-61904-9
6. Kaltes Blut (Originaltitel: Das dritte Stechen), Droemer Knaur, München 2003, ISBN 978-3-426-62173-8
7. Das Verlies, Droemer Knaur, München 2004, ISBN 978-3-426-62445-6
8. Teuflische Versprechen, Droemer Knaur, München 2005, ISBN 978-3-426-62831-7
9. Tödliches Lachen, Droemer Knaur, München 2006, ISBN 978-3-426-63350-2
10. Das Todeskreuz (Crossover der Frankfurter und Offenbacher Krimireihe), Droemer Knaur, München 2007, ISBN 978-3-426-63480-6
11. Mörderische Tage, Droemer Knaur, München 2009, ISBN 978-3-426-63942-9
12. Todesmelodie (fertiggestellt von Daniel Holbe), Droemer Knaur, München 2012, ISBN 978-3-426-63944-3
13. Tödlicher Absturz (von Daniel Holbe), Droemer Knaur, München 2013, ISBN 978-3-426-51237-1
14. Teufelsbande (von Daniel Holbe, Crossover der Frankfurter und Offenbacher Krimireihe), Droemer Knaur, München 2013, ISBN 978-3-426-51357-6
15. Die Hyäne (von Daniel Holbe), Droemer Knaur, München 2014, ISBN 978-3-426-51375-0
16. Der Fänger (von Daniel Holbe), Droemer Knaur, München 2016, ISBN 978-3-426-51649-2
17. Kalter Schnitt (von Daniel Holbe), Droemer Knaur, München 2017, ISBN 978-3-426-51650-8
18. Blutwette (von Daniel Holbe), Droemer Knaur, München 2018, ISBN 978-3-426-52084-0
19. Der Panther (von Daniel Holbe), Droemer Knaur, München 2019, ISBN 978-3-426-52085-7
20. Der Flüsterer (von Daniel Holbe), Droemer Knaur, München 2020, ISBN 978-3-426-52086-4
21. Julia Durant. Die junge Jägerin (von Daniel Holbe), Droemer Knaur, München 2021, ISBN 978-3-426-52592-0
22. Todesruf (von Daniel Holbe), Droemer Knaur, München 2022, ISBN 978-3-426-52593-7
23. Der doppelte Tod (von Daniel Holbe), Droemer Knaur, München 2023, ISBN 978-3-426-52594-4
24. Schwarze Dame (von Daniel Holbe), Droemer Knaur, München 2024, ISBN 978-3-426-52925-6
25. Dunkles Netz (von Daniel Holbe), Droemer Knaur, München 2025, ISBN 978-3-426-52926-3

### Peter-Brandt-Reihe
Handlungsort: Offenbach
2004 betrat zum ersten Mal Peter Brandt die Bühne, ein Offenbacher Urgestein, geschieden, zwei Töchter, die bei ihm wohnen. Ein etwas knorriger Typ, der eine Beziehung mit der Rechtsmedizinerin Andrea Sievers eingeht, der besten Freundin von Brandts Erzfeindin, Staatsanwältin Elvira Klein, mit der Brandt so manchen Kleinkrieg führt. Doch die Beziehung zwischen Brandt und Sievers hält nur drei Romane lang, in Das Todeskreuz macht sie mit ihm Schluss. Aber bereits im selben Buch kommen sich Peter Brandt und Elvira Klein näher, beide merken, dass sie füreinander geschaffen sind und einander brauchen. Seit Teufelsbande tritt Peter Brandt als regelmäßig wiederkehrender Gast in der Julia-Durant-Reihe auf.
1. Tod eines Lehrers, Droemer Knaur, München 2004, ISBN 978-3-426-62599-6 (auch unter dem Titel Der Teufelspakt, Weltbild-Verlag)
2. Mord auf Raten, Droemer Knaur, München 2005, ISBN 978-3-426-62600-9
3. Schrei der Nachtigall, Droemer Knaur, München 2006, ISBN 3-426-63251-9
4. Das Todeskreuz, (Crossover mit Durant-Reihe), Droemer Knaur, München 2007, ISBN 978-3-426-63480-6
5. Teufelsleib, Droemer Knaur, München 2010, ISBN 978-3-426-63943-6
6. Teufelsbande, (von Daniel Holbe, Crossover mit Durant-Reihe), Droemer Knaur, München 2013, ISBN 978-3-426-51357-6

### Kieler Reihe mit Sören Henning und Lisa Santos
Handlungsort: Kiel
2006 erschien der erste Band der Kieler Reihe um Sören Henning und Lisa Santos. Diese Reihe umfasst drei Bände. Die Reihe unterscheidet sich von der Frankfurter und Offenbacher Reihe nicht nur durch den Schauplatz, sondern u. a. auch durch Fälle, in denen Franz sehr exakt bestimmte Strukturen innerhalb des organisierten Verbrechens aufzeigt.
1. Unsichtbare Spuren, Droemer Knaur, München 2007, ISBN 978-3-426-63507-0
2. Spiel der Teufel, Droemer Knaur, München 2009, ISBN 978-3-426-63940-5
3. Eisige Nähe, Droemer Knaur, München 2011, ISBN 978-3-426-63941-2

### Weitere Bücher
- Der Finger Gottes, Droemer Knaur, München 1997, ISBN 978-3-426-60616-2
- Die Bankerin, Droemer Knaur, München 1998, ISBN 978-3-426-61264-4
- Grundkurs Graphologie, Ludwig, München 2000, ISBN 3-7787-3912-3

### Als Hörbücher erschienen
(Sprecher in Klammern. Sämtliche Titel der Julia-Durant-Reihe sind mittlerweile von Julia Fischer eingesprochen worden.)
- Jung, blond, tot (Julia Fischer), 2007, ISBN 978-3-938046-60-9
- Der Finger Gottes (Manfred Callsen), 2011, ISBN 978-3-8368-0033-4
- Das achte Opfer (Uta Kroemer), 2011, ISBN 978-3-8368-0034-1
- Der Jäger (Julia Fischer), 2007, ISBN 978-3-938046-46-3
- Das Syndikat der Spinne (Uta Kroemer), 2011, ISBN 978-3-8368-0035-8
- Kaltes Blut (Julia Fischer), 2006, ISBN 978-3-938046-28-9
- Das Verlies (Uta Kroemer), 2011, ISBN 978-3-86667-014-3
- Teuflische Versprechen (Julia Fischer), 2006, ISBN 978-3-938046-27-2
- Tödliches Lachen (Julia Fischer), 2008, ISBN 978-3-938046-45-6
- Das Todeskreuz (Johannes Steck), 2009, ISBN 978-3-938956-28-1
- Tod eines Lehrers (Tommi Piper), 2011, ISBN 978-3-86804-643-4
- Mord auf Raten (Tommi Piper), 2005, ISBN 978-3-938046-15-9
- Schrei der Nachtigall (Tommi Piper), 2009, ISBN 978-3-938956-08-3
- Unsichtbare Spuren (Stephan Benson), 2006, ISBN 978-3-7857-3149-9
- Spiel der Teufel (Stephan Benson), 2008, ISBN 978-3-7857-3562-6
- Mörderische Tage (Sonngard Dressler, Julia Fischer), 2009, ISBN 978-3-938046-21-0
- Eisige Nähe (Stephan Benson), 2010, ISBN 978-3-7857-4353-9
- Letale Dosis (Dana Geissler), 2011, ISBN
- Teufelsleib (Tommi Piper), 2011, ISBN 978-3-86804-609-0
- Todesmelodie (Julia Fischer), 2012, ISBN 978-3-86365-215-9
- Tödlicher Absturz (Julia Fischer), 2013, ISBN 978-3-86804-757-8
- Teufelsbande (Julia Fischer), 2013, ISBN 978-3-426-51357-6
- Die Hyäne (Julia Fischer), 2013, ISBN 978-3-86804-841-4
- Der Fänger (Julia Fischer), 2016, ISBN 978-3-95639-131-6
- Kalter Schnitt (Julia Fischer), 2017, ISBN 978-3-426-51650-8
- Blutwette (Julia Fischer), 2018, ISBN 978-3-426-52084-0
- Der Panther (Julia Fischer), 2019, ISBN 978-3-426-52085-7
- Der Flüsterer (Julia Fischer), 2020, ISBN 978-3-426-52086-4
- Julia Durant. Die junge Jägerin, (Julia Fischer), 2021, ISBN 978-3-7324-5553-9
- Todesruf (Julia Fischer), 2022, ISBN 978-3-8398-1948-7

### Verfilmungen
Sat.1 verkündete im Frühling 2018 die Verfilmung der Julia Durant-Reihe. Der erste Fall „Jung, blond, tot“ wurde am 4. Dezember 2018 ausgestrahlt. Die Rolle der Frankfurter Kommissarin spielt Sandra Borgmann. Als zweiter Fall wurde „Kaltes Blut“ verfilmt und am 14. Oktober 2019 ausgestrahlt. Es folgte als dritter Fall „Mörderische Tage“, ausgestrahlt am 11. November 2019.